# Augustenfeld

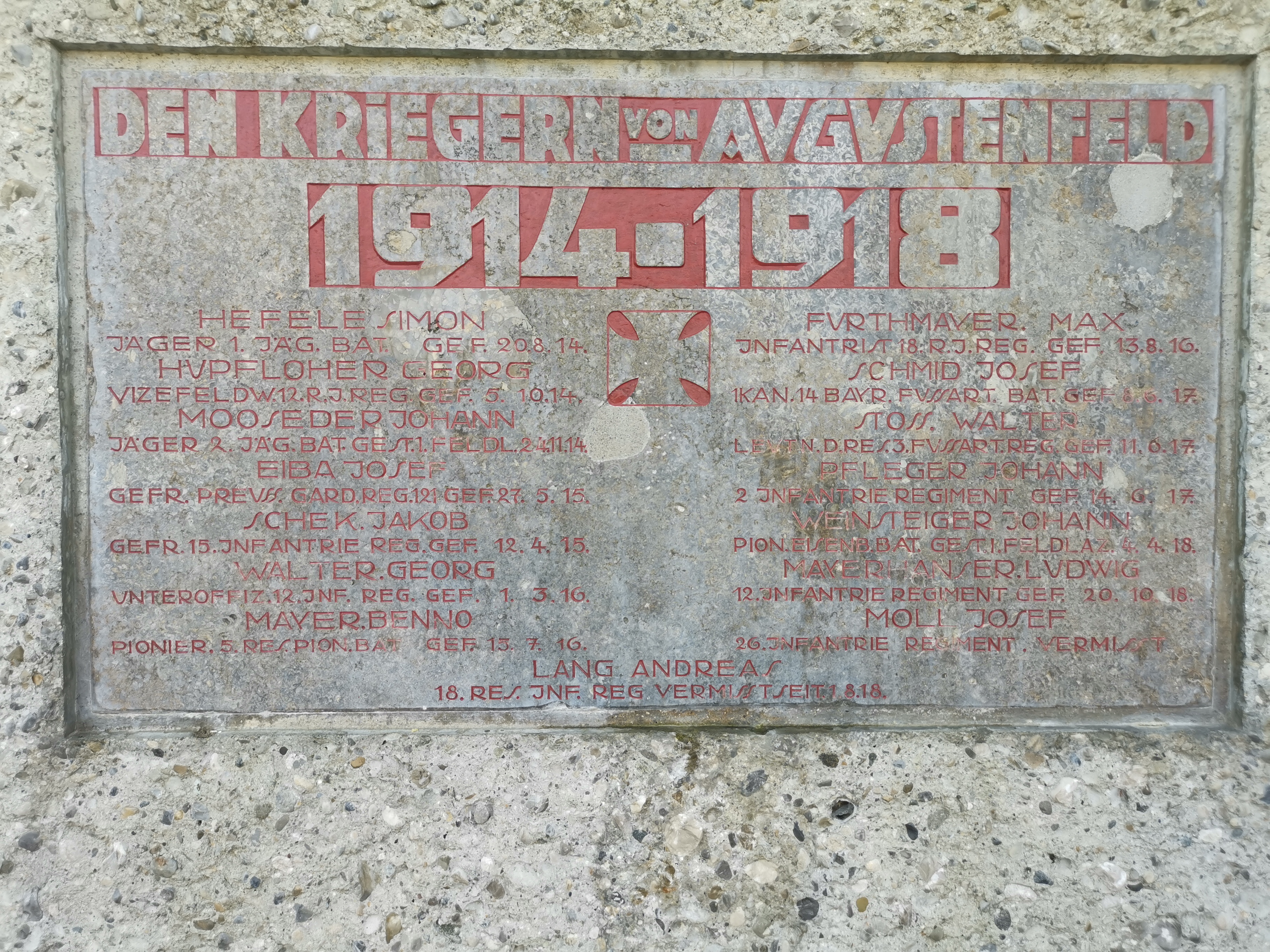
Augustenfeld auf einem Kriegerdenkmal in Dachau

Augustenfeld war eine Landgemeinde im Bezirksamt Dachau, die 1939 in Karlsfeld umbenannt wurde. Einen Ortsteil Augustenfeld der gleichnamigen Gemeinde gab es bis etwa 1880.

## Geschichte
Im Zuge einer durch entsprechende Gesetzgebung angeregten Urbarmachung von Ödland und Moorbereichen in Bayern entstanden 1802 entlang der Straße von München nach Dachau drei nach drei Kindern des Kurfürsten und späteren Königs Max I. Joseph benannte Siedlungen: Ludwigsfeld, dessen Name auf den ältesten Sohn und späteren König Ludwig I. zurückgeht, das nach der ältesten Tochter des Herrschers Augusta benannte Augustenfeld und zwischen den beiden Karlsfeld, das seinen Namen dem zweitältesten Sohn, Karl Theodor, verdankt.
Im Zuge der Gemeindebildung aufgrund des Gemeindeedikts 1818 wurden die Gemeinden Augustenfeld und Ludwigsfeld gegründet. Die dritte der 1802 angelegten Siedlungen, Karlsfeld, wies keine ausreichende Größe auf, um selber Gemeinde zu werden, und wurde Teil der Gemeinde Augustenfeld.

## Gemeinde
Die Gemeinde Augustenfeld wurde am 1. April 1939 in Gemeinde Karlsfeld umbenannt und gleichzeitig verkleinert. Ihre Gemeindeteile Oberaugustenfeld, Obermoosschwaige, Polln und Unteraugustenfeld wurden nach Dachau umgemeindet.
1871 bestand die Gemeinde aus den sechs Orten Augustenfeld, Karlsfeld, Obermoosschwaige, Polln, Rothschwaige und  Untermoosschwaige. Die Gemeinde hatte 270 Einwohner, ihr Hauptort war das Dorf Augustenfeld. Seit spätestens 1885 war der Hauptort der Gemeinde Karlsfeld, die Gemeindefläche betrug knapp 1980 Hektar. Seit 1925 gibt es auch die Ortsbezeichnung Waldschwaige, ursprünglich ein Einödhof auf einer Rodungsfläche des 19. Jahrhunderts. 1925 wurde eine Gemeindefläche von 1975,21 Hektar nachgewiesen.

### Einwohnerentwicklung
In der Zeit bis 1910 gab es ein fast kontinuierliches Bevölkerungswachstum in der Gemeinde von 183 Einwohnern im Jahr 1840 auf 484 im Jahr 1910. Es folgte ein deutlicher Anstieg, im Jahr 1919 waren es 702 Einwohner und 1933 bereits 1477.

## Dorf
Das Dorf Augustenfeld wird in den Aufzeichnungen zur Volkszählung 1871 beschrieben als zwei Kilometer entfernt von der katholischen Pfarrei, der Schule und dem Amt in Dachau, einen Kilometer entfernt von der Post Dachau und bewohnt von 94 Einwohnern mit 39 Gebäuden. Die Viehzählung 1873 ermittelte 20 Pferde und 63 Rinder. Das Dorf ist 1871 Hauptort der gleichnamigen Gemeinde.
Ab den Unterlagen zur Volkszählung von 1885 tauchen statt dem Ortsnamen Augustenfeld die beiden Ortsnamen Oberaugustenfeld und Unteraugustenfeld auf und die damit verbundene Erhöhung der Anzahl der Orte der Gemeinde von sechs auf sieben fand zwischen 1880 und 1885 statt. Im Positionsblatt (um 1860) findet sich der Schriftzug  Augustenfeld eindeutig an der Position des heutigen Oberaugustenfeld, nicht bei dem klar räumlich getrennten und ein Kilometer entfernten Unteraugustenfeld und auch nicht zwischen beiden. Zusammen mit einem deutlichen Bevölkerungsanstieg ab 1880 kann man vermuten, die Siedlungstätigkeit im Augustenfeld begann entlang der heutigen Augustenfelder Straße, das entspricht der Lage von Oberaugustenfeld, als dem Dorf Augustenfeld. Anlässlich von weiterer Siedlungstätigkeit in dem entfernt liegenden Siedlungskern entlang des Schleißheimer Kanals, beim heutigen Unteraugustenfeld, erfolgte eine Namensaufteilung. Belege dafür sind hier nicht bekannt.